# Automotrici SIFT Macd 51-54
Le automotrici Macd 51 ÷ 54 della Società Italiana Ferrovie e Tramvie erano un gruppo di elettromotrici costruite dalle Officine Meccaniche Italiane di Reggio Emilia per l'esercizio sulle ferrovie elettriche gestite dalla SIFT intorno a Piacenza.
Le elettromotrici furono ordinate in 9 unità all'inizio degli anni trenta, quando la SIFT, concessionaria delle tranvie a vapore della provincia di Piacenza, progettava di ricostruire alcune linee come moderne ferrovie elettriche.
Tuttavia, a causa delle difficoltà economiche, la SIFT riuscì a costruire solo la ferrovia Piacenza-Bettola, mentre la Piacenza-Cremona, di cui si era appena iniziata la costruzione, venne ceduta alle Ferrovie dello Stato, che la completarono con caratteristiche di linea principale.
Pertanto la SIFT decise di acquistare solo 3 delle elettromotrici ordinate, che vennero consegnate nel 1933 e classificate Macd 51 ÷ 53; le restanti 6 unità furono acquisite dalle FS, che le classificarono nel gruppo E.624 con numeri E.624.003 ÷ 008.
Nel 1943, per far fronte all'aumento di traffico conseguente alla seconda guerra mondiale, la SIFT acquistò dalle FS l'unità 008, che venne classificata Macd 54.
Le Macd fecero servizio sulla linea Piacenza-Bettola fino alla sua chiusura (1967), quindi furono vendute alla SFS, che le utilizzò sulla linea Benevento-Cancello. Le elettromotrici vennero modernizzate, sostituendo porte e finestrini, e nel 1982 erano ancora in servizio.